# Kostel Nejsvětější Trojice (Košice)
Kostel Nejsvětější Trojice (nebo také premonstrátský kostel) je barokní kostel v Košicích v městské části Staré Mesto na Hlavní ulici.
Mohutná raně barokní stavba kostela Nejsvětější Trojice je nejcennější barokní stavbou v Košicích.[zdroj?] Kdysi v něm sídlila královská komora, dnes je to turisty i místními obyvateli hojně navštěvovaný chrám s nejkrásnějším dobovým interiérem z mnoha košických památek.[zdroj?]

## Historie
V Košicích jako protestantském městě působili v období rekatolizace jezuité, pro které nechal hornosušský hejtman Ondrej Dóczy zřídit v původní budově Královského domu obydlí a kapli. V noci z 6. na 7. září 1619 zde byli jezuité umučeni hajduky Juraje I. Rákócziho. Byli to známí košičtí mučedníci: Marek Križin, Melichar Grodecký a Štefan Pongrác.
Poté byla budova opuštěna a Královský dům byl přestěhován do nově postavené budovy v jiné části Košic. Teprve manželka Jiřího II. koupila původní budovu, nechala ji zbourat a postavit kostel pro jezuity podle vzoru slavného chrámu Il Gesù v Římě. Od roku 1671 patřil jezuitům a od roku 1811 premonstrátskému řádu. Sochařské erby obou řádů jsou umístěny ve štítu nad vchodem do kostela. Kostel byl dokončen v roce 1681. Při kostele biskup Benedikt Kišdy také založil první košickou univerzitu, v té době druhou v celé zemi. Proto se kostelu říká také Gymnázium nebo univerzitní kostel. Po zrušení řádu přešla stavba pod správu farního úřadu.

## Výzdoba
Výzdoba je původní jezuitská, interiér zaujme svou jednoduchostí. Na fasádě kostela jsou stále patrné znaky doznívající renesance. Její výzdobu tvoří výklenky s mušlovými oblouky a orámované plochy se sochařským rostlinným dekorem. V rozšířené svatyni a nad třemi kaplemi s bočními oltáři jsou oratoře otevřené do prostoru hlavní lodi. Toto prostorové uspořádání dodává interiéru celkový dojem typické barokní kostelní architektury.
Kostelu dominuje iluzionistická malba Erasma Schotta z roku 1786, která mu dodává pocit třetího rozměru. Výzdoba hlavního oltáře je z roku 1854 od malíře Jozefa Pešky. Znázorňuje Nejsvětější Trojici, které je kostel zasvěcen. Pozoruhodné jsou také precizní řezby na lavicích, kazatelně, okenních rámech a oratoři. Boční oltáře, lavice ve svatostánku a lavice zdobené řezbami pocházejí z raného baroka poslední čtvrtiny 17. století. Na severní stěně svatostánku je umístěn dřevěný epitaf Františka Rákocziho I. z roku 1676.
V kryptě, která měla původně sloužit jako pohřebiště rodiny Rákocziů, leží donátorka, kněžna Žofie Báthoryová a její syn František I.
V letech 1700 a 1793 byl kostel poničen požáry, ale byl vždy restaurován.

## Galerie

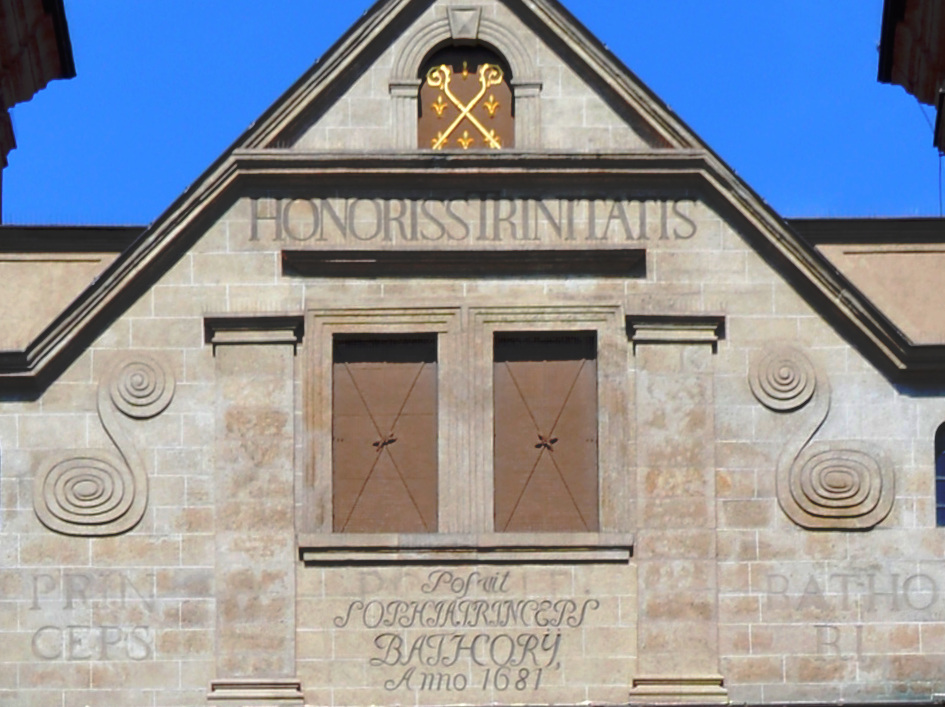
Kostel Nejsvětější Trojice
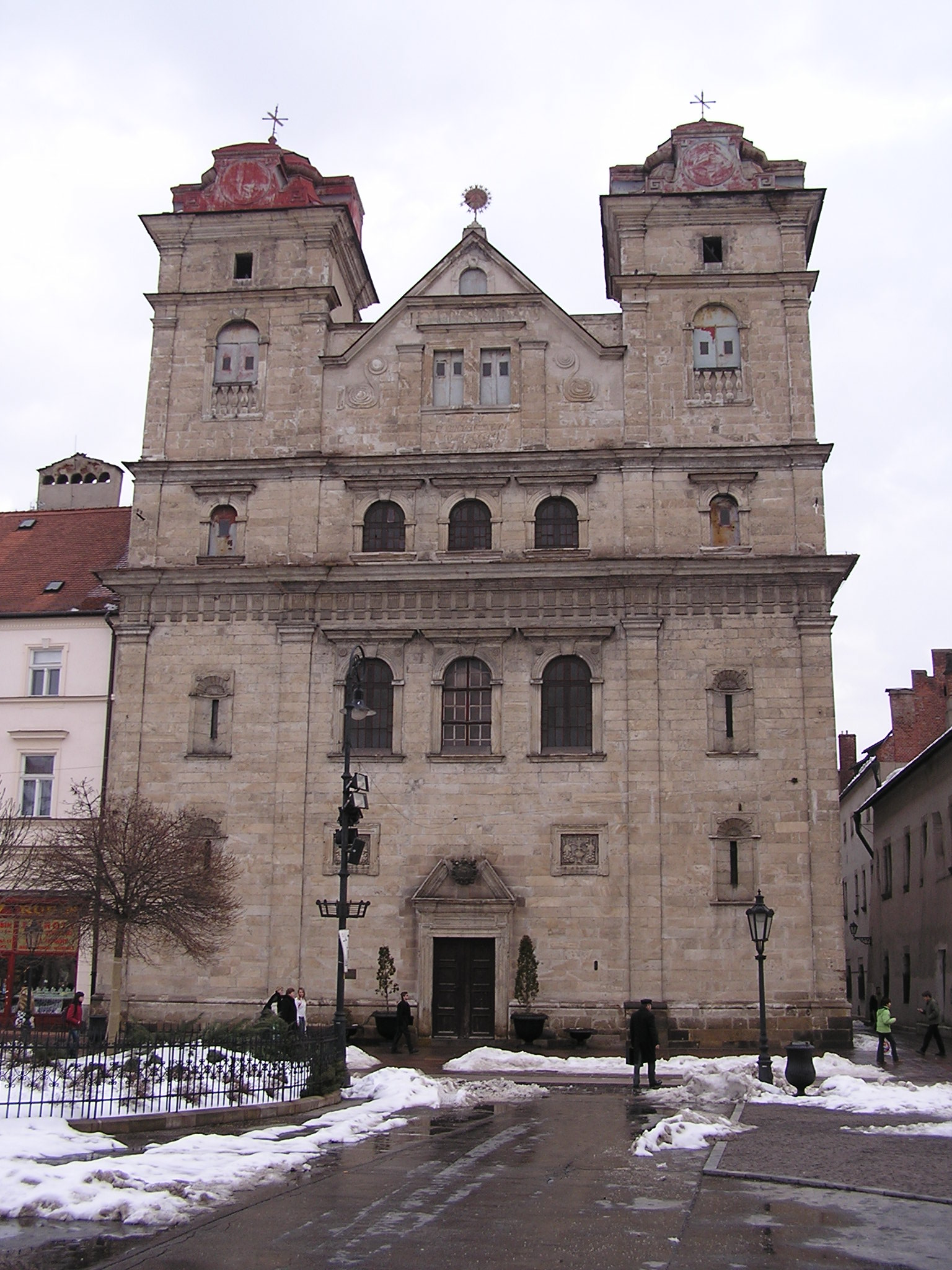
Kostel Nejsvětější Trojice v roce 2006
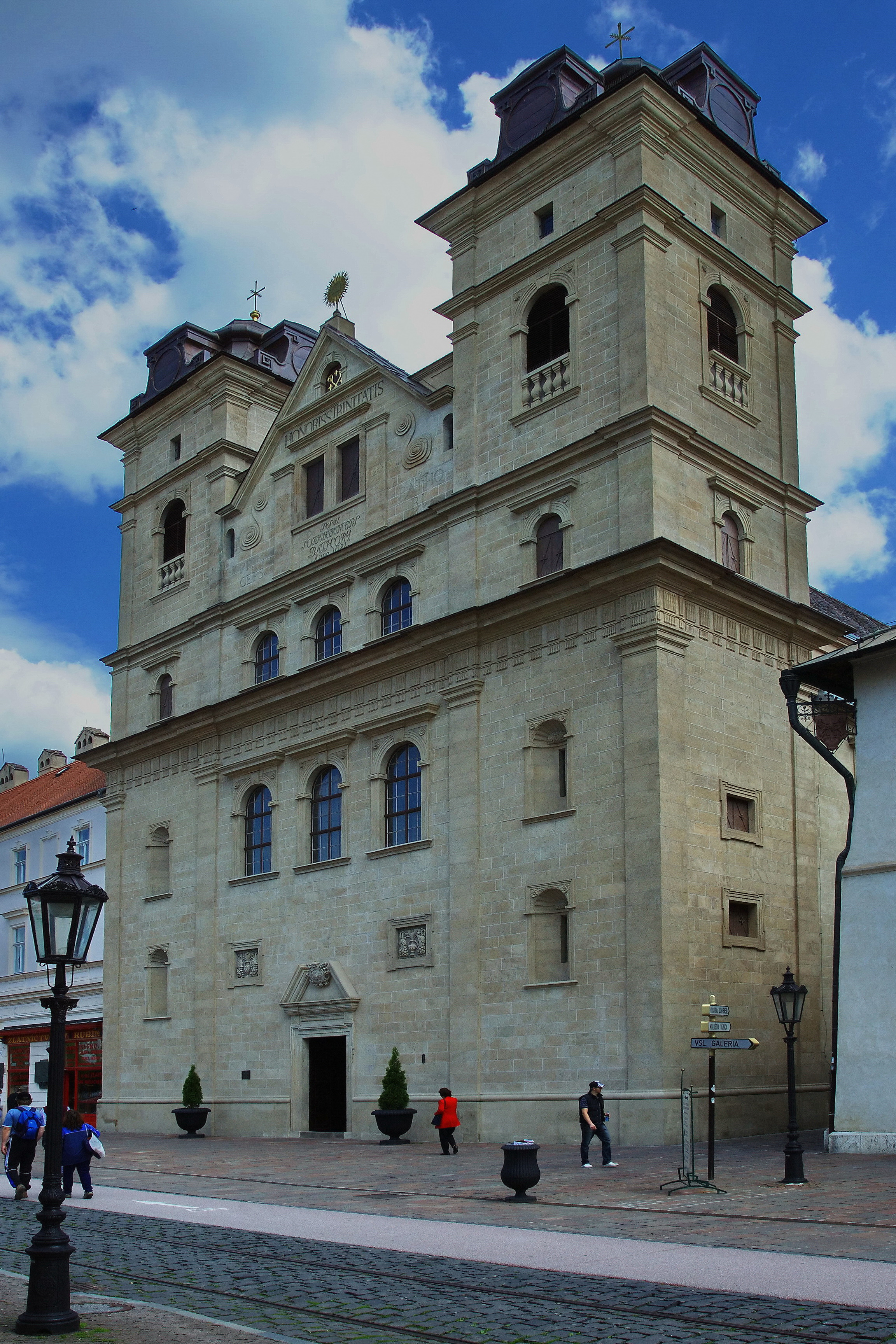
Kostel Nejsvětější Trojice
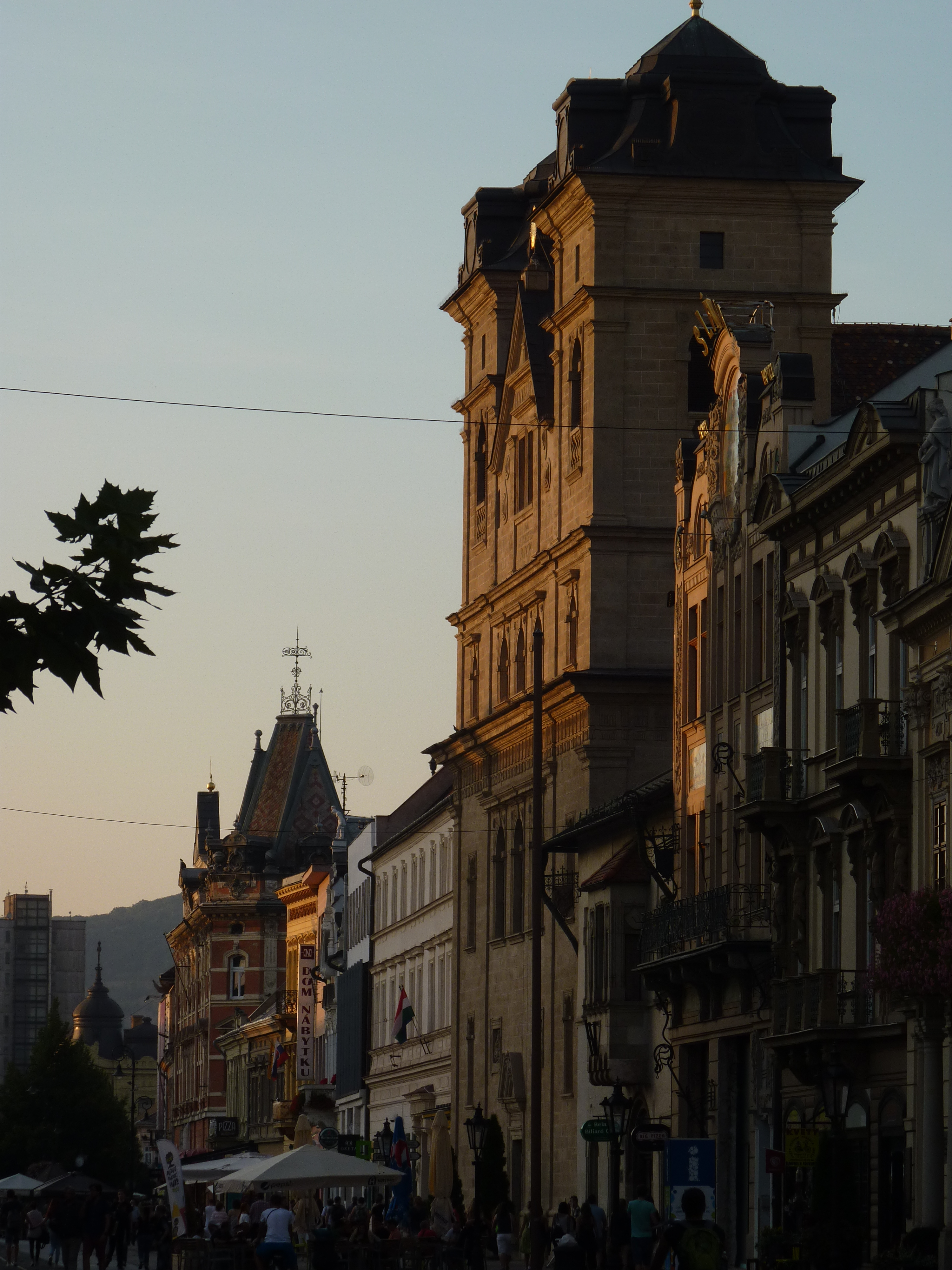
boční pohled na kostel
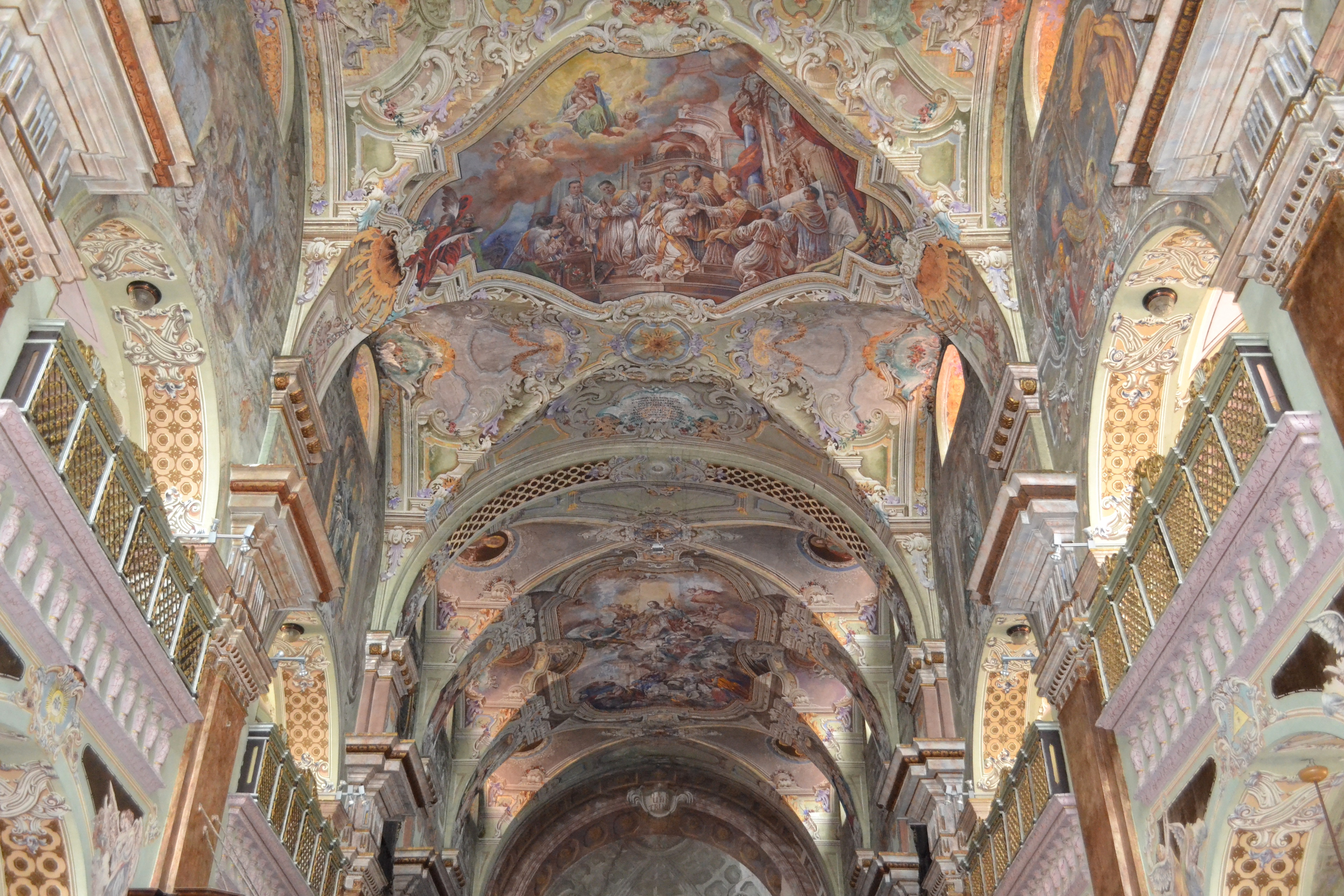
interiér kostela Nejsvětější Trojice
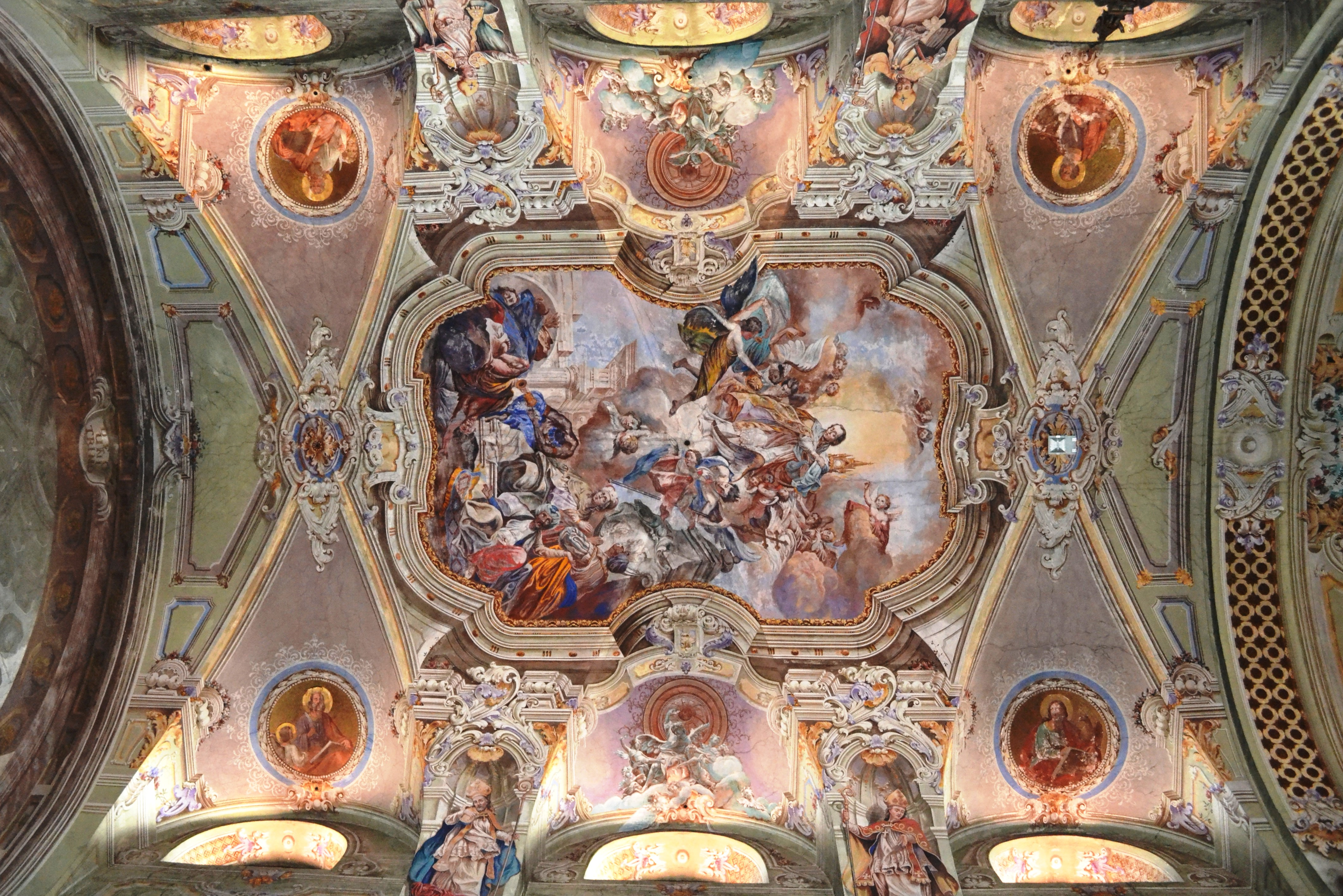
interiér kostela Nejsvětější Trojice
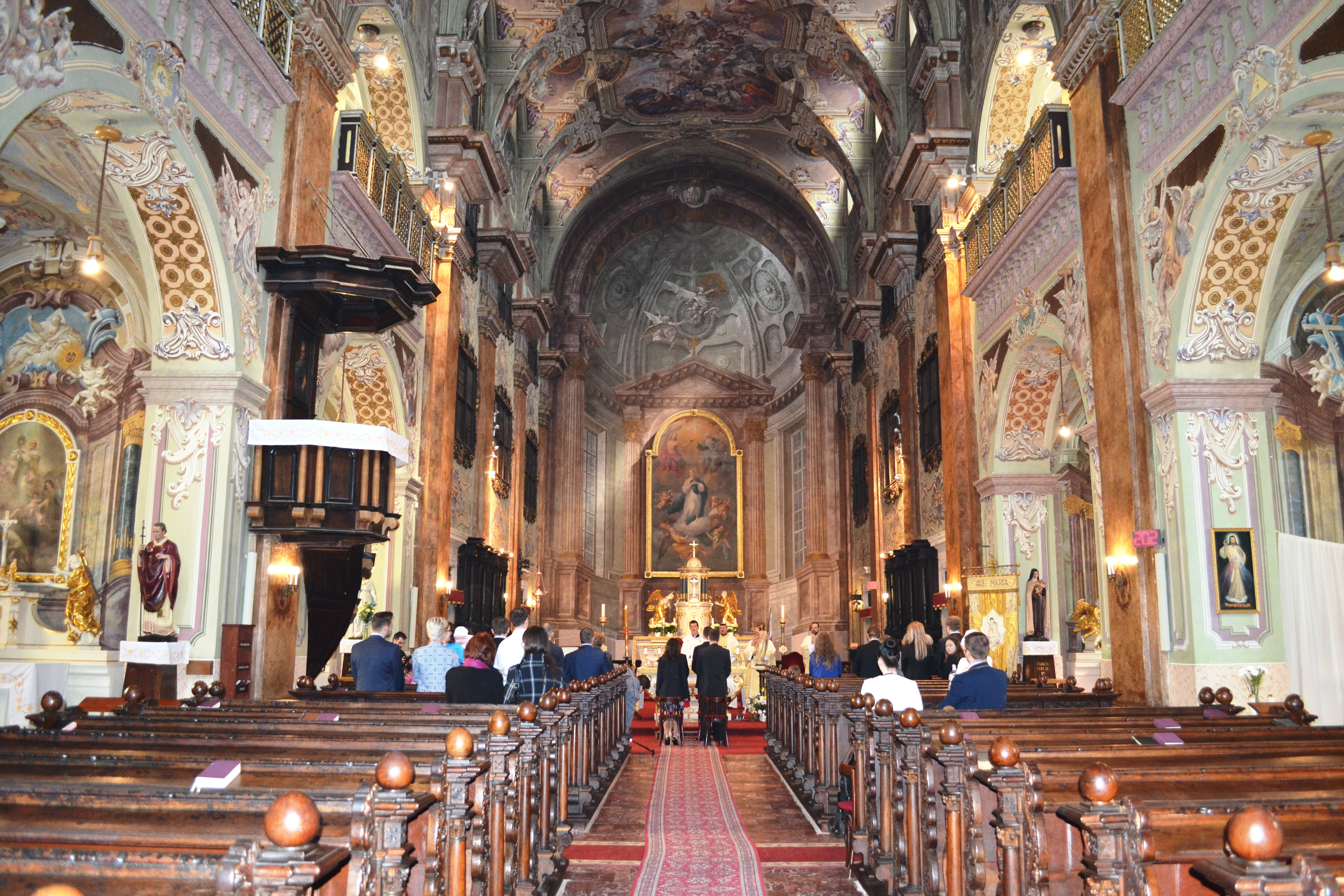
interiér kostela Nejsvětější Trojice
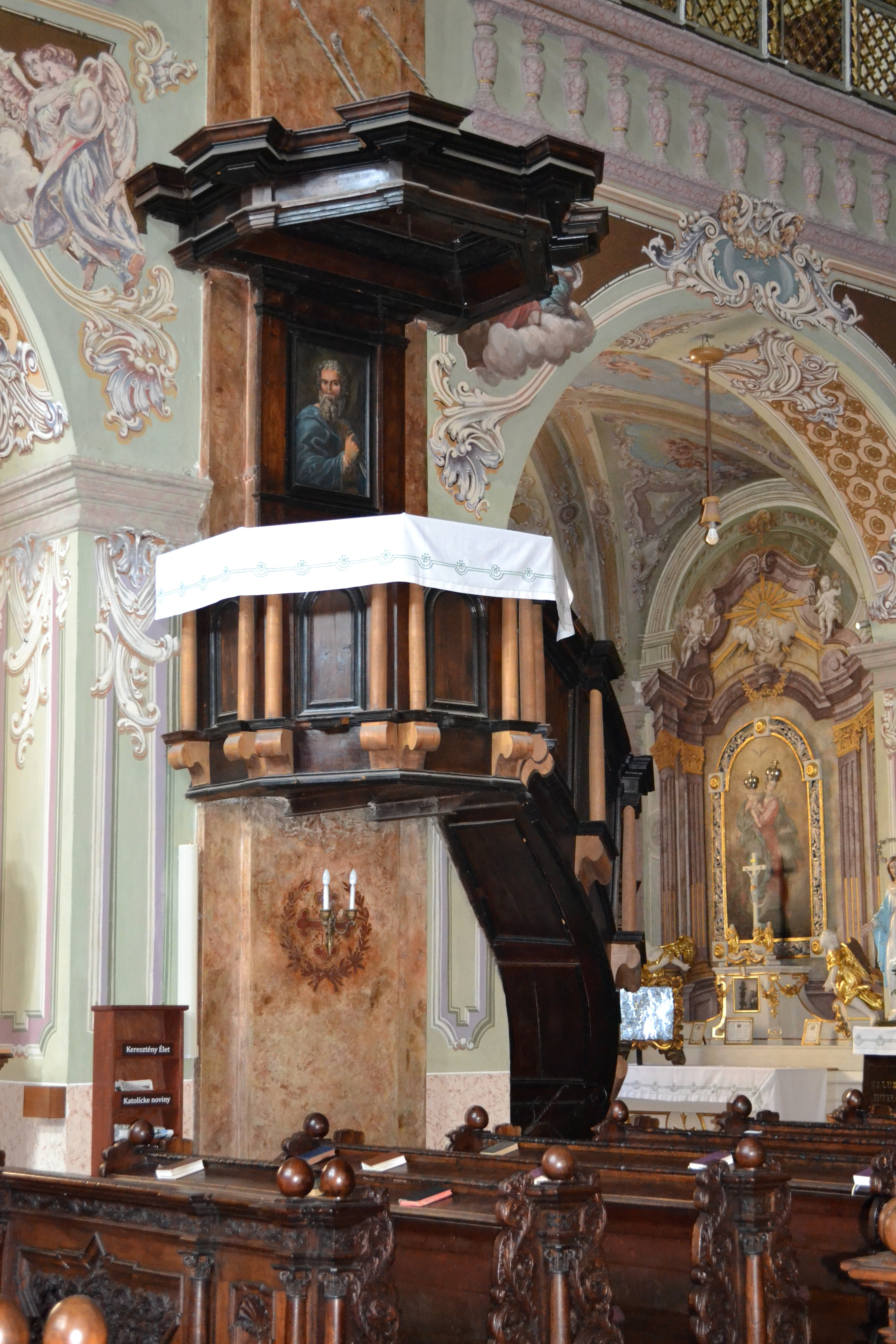
interiér kostela Nejsvětější Trojice